# Burg Brancion

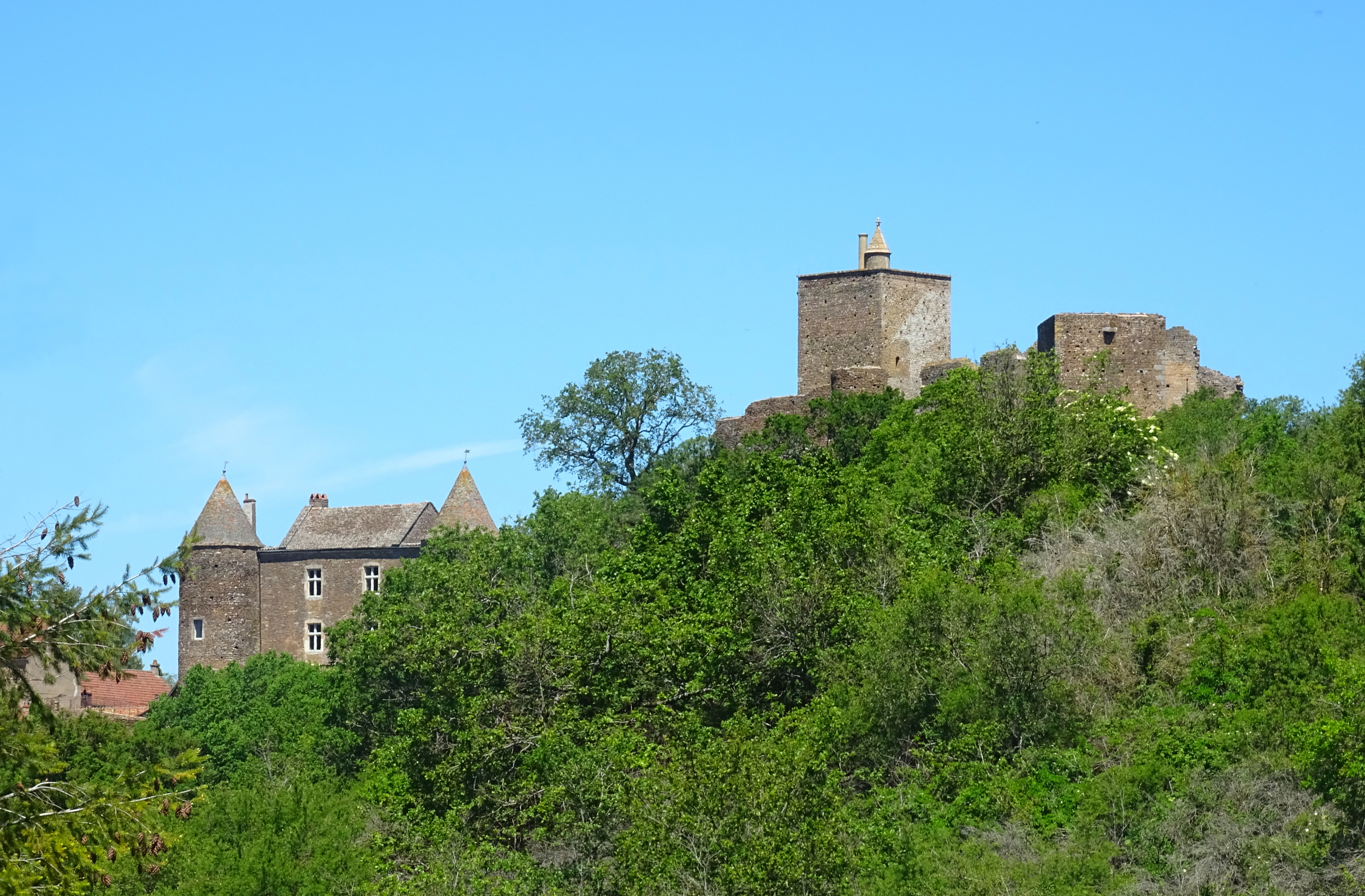
Ansicht der Burgruine von Südosten

Die Burg Brancion ist die Ruine einer mittelalterlichen Höhenburg im französischen Dorf Brancion, das zur burgundischen Gemeinde Martailly-lès-Brancion im Département Saône-et-Loire (Region Bourgogne-Franche-Comté) gehört.
Eine Vorgängeranlage existierte bereits im 9. Jahrhundert. Sie wurde von den mächtigen Herren von Brancion im frühen 11. Jahrhundert durch einen Neubau ersetzt und im 12. Jahrhundert durch wuchtige Wehrtürme ergänzt. Im 13. Jahrhundert Eigentum der Herzöge von Burgund geworden, erfuhr sie im 14. Jahrhundert einen weiteren Ausbau. Ende des 16. Jahrhunderts wurde sie geplündert und teilweise geschleift. Danach verfiel die Burg allmählich. Nachdem sie während der Französischen Revolution konfisziert worden war, gelangte sie in bürgerlichen Besitz. Victor de Murard de Saint-Romain erwarb die Ruine 1860 und begann mit ersten Restaurierungsarbeiten, die seine Nachfahren in den 1960er Jahren fortführten. Seit 2005 kümmert sich der Verein La Mémoire médiévale um den Erhalt und die Nutzung der Anlage, die seit dem 9. Juni 1977 als klassifiziertes Monument historique (französisch Monument historique classé) unter Denkmalschutz steht.

## Geschichte

### Bewohner und Besitzer
Einer Legende zufolge soll der Felsen, auf dem die Burg steht, bereits zur Zeit der Burgunderkönige befestigt gewesen sein. Die früheste wissenschaftlich nachweisbare Nutzung des Burgareals datiert indessen erst in den Zeitraum von 850 bis 900. Dies beweisen Grabungsfunde, deren Alter mittels der C14-Methode bestimmt wurde. Erste urkundliche Erwähnung fand Brancion 926 in einer Urkunde der Abtei Cluny, erster gesicherter Grundherr war der 927 verstorbene Warulf de Brancion. Dessen Sohn Liébaud folgte ihm als Herr von Brancion nach. Um das Jahr 1100 gelangten Burg und Seigneurie an Bernard, den Herrn der benachbarten Seigneurie Uxelles, der beide Herrschaften vereinte. Die daraus entstandene Seigneurie war seinerzeit sehr bedeutend und die Herren von Brancion entsprechend mächtig, was sie zum Ausdruck brachten, indem sie diverse Generationen lang den Beinamen „der Große“ (französisch Gros, lateinisch Grossus) trugen.

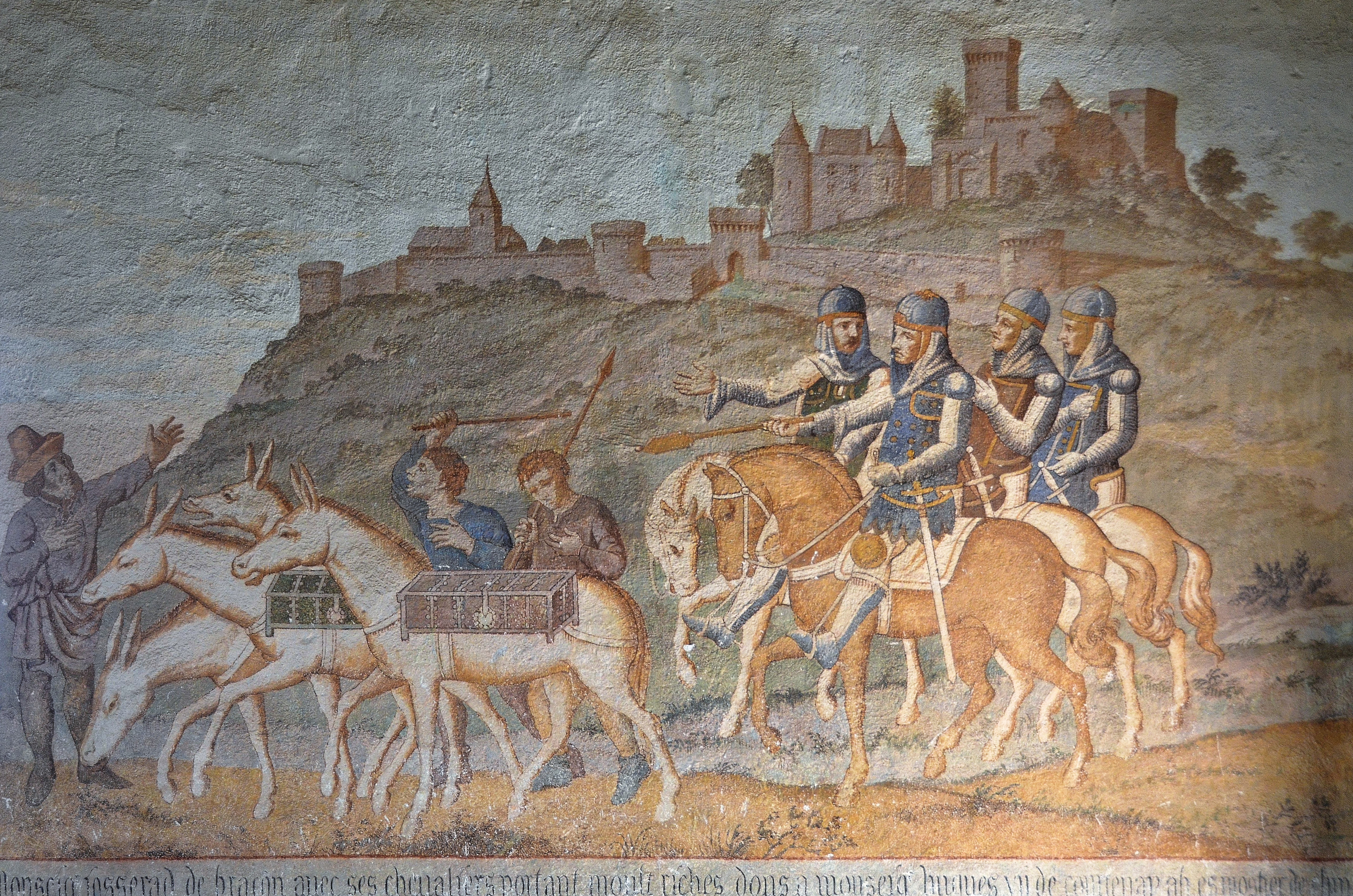
Eine Wandmalerei im Donjon erinnert an die Teilnahme Josserands III. de Brancion am Sechsten Kreuzzug

Josserand III. de Brancion nahm im Gefolge des Grafen von Toulouse, Alfons von Poitiers, am Sechsten Kreuzzug teil und starb 1250 in der Schlacht von al-Mansura. Eine Wandmalerei im Donjon der Burg erinnert an ihn und seine Kreuzzugsteilnahme. Josserands Sohn Henri III. verkaufte Burg und Seigneurie 1259 wegen finanzieller Probleme an Hugo IV. von Burgund. Die Herzogsfamilie nutzte die Anlage nicht selbst, sondern ließ sie durch Kastellane verwalten. Im Zuge der Feindseligkeiten zwischen den Armagnacs und Bourguignons stationierte Herzog Johann Ohnefurcht 1409 Soldaten im gut befestigten Brancion. Burg und Ort wurden im anschließenden Bürgerkrieg der Armagnacs und Bourguignons mehrfach belagert, sogar noch nach dem 1435 geschlossenen Vertrag von Arras, der die jahrelang schwelenden Konflikte offiziell beilegte.
Nach dem Tod Herzog Karls des Kühnen 1477 kam Brancion mit dem gesamten Herzogtum an die französische Krone. Diese gab Burg und Seigneurie ab 1548 an Untertanen, von denen sie sich Geld geliehen hatte. Die Geldgeber erhielten auf diesem Wege die Einnahmen der Seigneurie als königliche Schuldentilgung. Jean de Lugny war der erste, dessen Familie auf diese Weise die Herrschaft über Brancion erlangte. Seine Tochter Françoise heiratete 1558 François de Chabot. Das Paar vermachte den Besitz ihrer gemeinsamen Tochter Catherine, die 1579 Jean de Saulx-Tavannes, einen Sohn des Marschalls Gaspard de Saulx, seigneur de Tavannes heiratete und ihm die Seigneurie zubrachte. Jean war Mitglied der Heiligen Liga und machte die Burg Brancion während der Hugenottenkriege zu einem ihrer Hauptstützpunkte. 1594 belagerten königliche Truppen unter dem Kommando Alphonse d’Ornanos das immer noch von Ligisten gehaltene Brancion. Das Dorf wurde Ende Juni eingenommen, aber die Burg konnte noch mehr als drei Monate Widerstand leisten, ehe auch sie am 7. Oktober besetzt wurde.
Beim Tod von Jeans Enkelin Claire-Françoise de Saulx kam der Besitz an die Familie ihres Mannes Charles-François de La Baume-Montrevel. Nach deren Aussterben im Jahr 1759 fiel die Burg an die französische Krone zurück, die sie anschließend an René Molineau, einen Advokaten im Parlement von Dijon, gab. Ihm folgten die Familien Ports de Royer und Narboud als Besitzer der Anlage, ehe sie während der Französischen Revolution konfisziert und als Nationalgut auf Abbruch an eine Frau Forest verkauft wurde. 1844 erfolgte der Ankauf der Reste durch einen Herrn de La Roque, der die ruinierte Burg 1860 an den Grafen Victor de Murard de Saint-Romain weiterveräußerte. Dessen Nachfahren sind noch heute Eigentümer der Burgruine. Françoise de Murard de Saint-Romain schloss 2005 einen Pachtvertrag über 50 Jahre mit dem Verein La Mémoire médiévale, der sich seitdem um den Erhalt der Anlage kümmert. Auf ihrem Areal finden seit 2003 Ausgrabungen des Institut national de recherches archéologiques préventives (Inrap) statt.

### Baugeschichte
Schon im 9. Jahrhundert existierte eine erste befestigte Anlage auf dem Burgfelsen. Diese ließen die Herren von Brancion um das Jahr 1000 durch einen Neubau ersetzen, der in der ersten Hälfte oder in der Mitte des 12. Jahrhunderts durch einen quadratischen Donjon mit drei Geschossen und einen weiteren Vierecksturm an der Südost-Ecke der Anlage ergänzt wurde. Ebenfalls im 12. Jahrhundert oder spätestens zu Beginn des 13. Jahrhunderts erhielt der bestehende Saalbau des 11. Jahrhunderts ein zusätzliches Geschoss und einen Aborterker in Form einer halbrunden Ecktourelle. Nordwestlich der Burg bildete sich eine Siedlung, die durch eine eigene Stadtmauer befestigt wurde. Aus derselben Zeit wie die beiden Türme stammt ein um 1150 errichteter, massiver Wohnbau (Logis de Beaufort) westlich, 14 Meter unterhalb der Kernburg, der zugleich das stark befestigte Tor der Siedlung bewachte und Sitz eines Dienstmannes der Herren von Brancion war.
Auf Betreiben der herzoglichen Kastellane wurde das Logis de Beaufort um 1260 durch Rundtürme erweitert und verstärkt, ehe die herzogliche Familie die Kernanlage um 1300 stark verändern ließ. Dazu gehörte unter anderem der Bau des Logis de Beaujeu, eines zweigeschossigen Saalbaus, der zwischen die beiden vorhandenen Viereckstürme gesetzt und mit einem Abortturm mit Doppellatrine ausgestattet wurde. 1370 bis 1371 erhielten der Donjon und das Logis de Beaufort eine neue Dacheindeckung, ehe im Jahr 1463 der Beaufort-Turm (französisch Tour de Beaufort), einer der Rundtürme des Logis de Beaufort, komplett neu aufgebaut wurde.

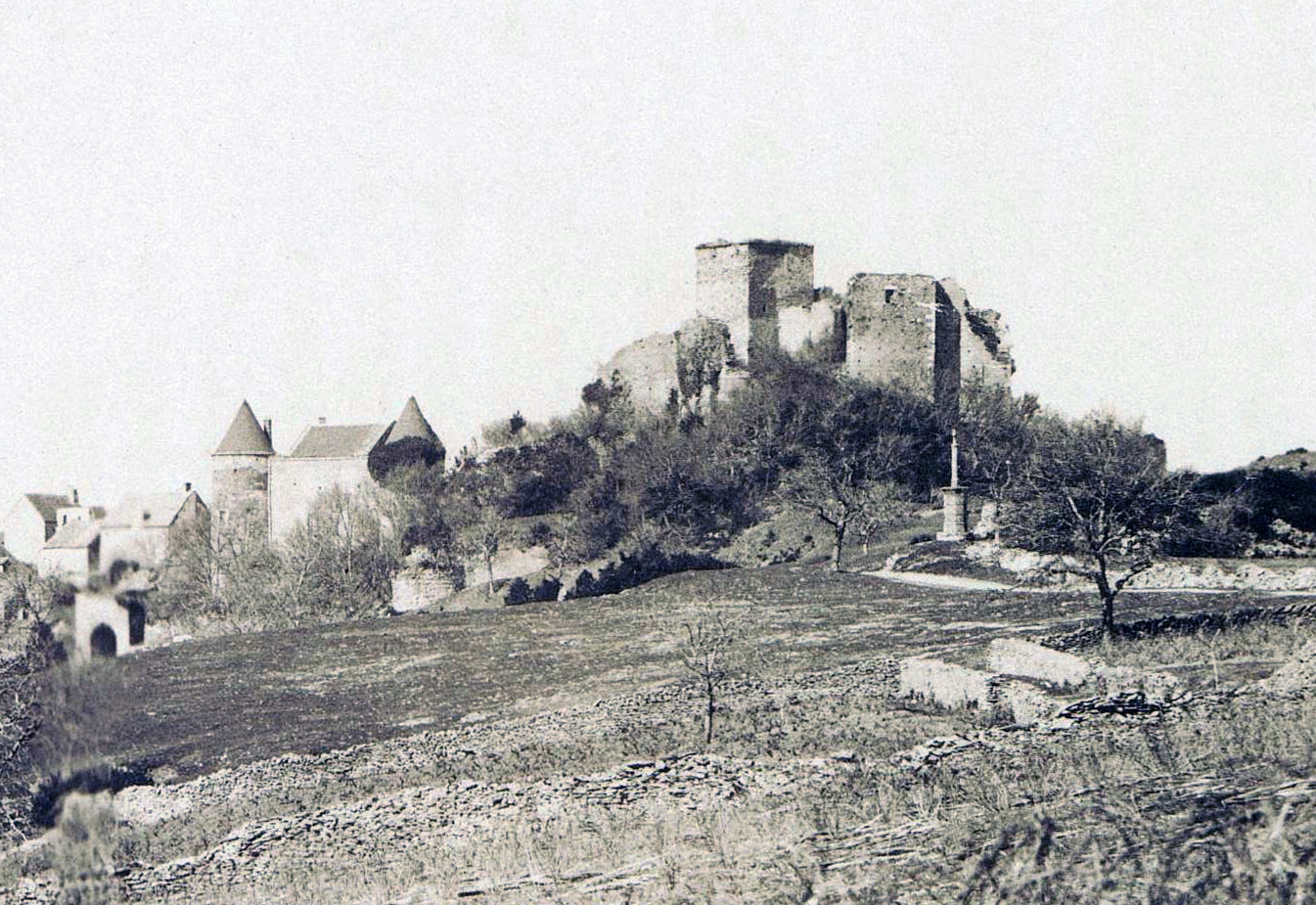
Die Burgruine vor 1873

Durch Belagerungen und Verwüstungen während des Bürgerkriegs der Armagnacs und Bourguignons im 15. Jahrhundert sowie der französischen Religionskriege im 16. Jahrhundert musste die Burg zahlreiche Schäden hinnehmen. Nachdem sie 1594 von königlichen Soldaten eingenommen worden war, wurde sie geschleift, und ein allmählicher Niedergang begann. 1768 war sie komplett ruiniert. Dieser wurde erst unter Victor de Murard de Saint-Romain als Burgherrn gestoppt, der erste Teile der Ruine 1860 restaurieren und auf dem Donjon eine Aussichtsplattform einrichten ließ. Seine Urenkelin Marie-Antoinette Morière-Bernadotte, geborene de Murard de Saint-Romain, griff die Initiative ihres Vorfahren wieder auf und begann 1959 gemeinsam mit ihrem Mann Jean damit, die Burgruine zu sichern und zu restaurieren. Ersten Arbeiten im Burggarten folgten Instandsetzungen an den Wehrelementen und der Ringmauer sowie die Restaurierung des Logis de Beaufort im Jahr 1963. 1964 wurden die nördliche Ringmauer, ein Fresko im Donjon und eine Kamininschrift wiederhergestellt. Von 1965 bis 1971 folgten weitere Restaurierungsarbeiten, für die das Eigentümerpaar 1977 eine Auszeichnung der Société d'encouragement au progrès erhielt.

## Beschreibung

### Lage
Die Burgruine liegt auf einem Kalkfelsen in den Monts du Mâconnais, der von Lagen des Weinbaugebiets Burgund umgeben ist und sich etwa acht Kilometer westlich von Tournus sowie 25 Kilometer südlich von Chalon-sur-Saône befindet. Der Burgfelsen gehört zum nördlichen Mâconnais, einem Gebirgsland zwischen den Flüssen Saône im Osten und Grosne im Westen. Die strategisch günstige Lage der Burg ermöglichte es im Mittelalter, den Weg zwischen den wichtigen Abteien von Tournus und Cluny sowie einen Pass vom Tal der Saône ins Tal der Grosne zu kontrollieren.

### Architektur
Die zweiteilige Anlage besteht aus einer Kernburg auf dem höchsten Punkt des Felsens und einigen tiefer gelegenen Nebengebäuden, die sich nördlich und südwestlich davon befinden. Alle Gebäude sind von einer nur noch teilweise erhaltenen polygonalen Ringmauer umgeben.

#### Kernburg
Die Kernburg besteht aus zwei Viereckstürmen, die einen Saalbau umrahmen, und einem südlich vorgelagerten Burghof. Dessen etwa noch vier Meter hohe und 1,5 Meter dicke Mauern sind die Reste eines Saalbaus, der aufgrund seines Opus-spicatum-Mauerwerks in das frühe 11. Jahrhundert datiert werden kann. Er ist einer der wenigen aus jener Zeit stammenden Saalbauten in Frankreich, hatte einen 18,5 × 11 Meter messenden Grundriss und wies anfänglich keinerlei Wehrelemente auf. Nachdem er teilweise niedergelegt worden war, dienten seine erhaltenen Mauern als Schutz für einen Burghof und erhielten nachträglich einen Wehrgang.
Am westlichsten Punkt der Kernburg steht der nahezu quadratische Donjon mit Seitenlängen von 7,8 und 7,9 Metern und einer Mauerdicke von 1,6 Metern an seiner Basis. Er gehört zur ältesten Bausubstanz der Anlage. Seine drei Geschosse sind etwa 19 Meter hoch und waren bis in das 16. Jahrhundert von einem Zinnenkranz und einem Pyramidendach abgeschlossen. Sein Erdgeschoss besaß früher weder Tür- noch Fensteröffnungen und diente als Lagerraum. Das Innere des Turms war nur über seinen Hocheingang (heute zu einem Fenster umfunktioniert) im ersten Geschoss auf etwa acht Metern Höhe zu betreten. Der heutige Turmeingang an der Nordseite des Erdgeschosses wurde dort erst im 19. Jahrhundert ausgebrochen. Der herrschaftliche Wohnbereich im ersten Geschoss besitzt einen Kamin, dessen Inschrift die Kopie eines Textes aus einem Manuskript Jean de Joinvilles ist. Sie berichtet vom Tod Josserands III. de Brancion in der Schlacht von al-Mansura. An der ihm gegenüberliegenden Wand befindet sich ein Fresko mit der Darstellung Josserands an der Seite des heiligen Ludwigs während des Sechsten Kreuzzugs. Diese Wandmalerei ist jedoch nicht zeitgenössisch, sondern stammt aus dem 15. Jahrhundert. Im zweiten Geschoss des Donjons befand sich ein Wachensaal (französisch salle des gardes). Als Pendant des Donjons steht am östlichsten Punkt des Burgareals ein zweiter Vierecksturm, der etwa gleichen Alters ist und tour du Preau genannt wird. Auch er besitzt mit Ausnahme weniger Rundbogenschlitze keine Lichtöffnungen, ist aber von einfacherer Machart als der Donjon. Sein Grundriss hat die Form eines Trapezes und eine Breite von acht Metern bei einer Länge von 6,8 bzw. 7,8 Metern. Er ist noch bis zu einer Höhe von 15 Metern erhalten und war früher auch nur über einen Hocheingang zu betreten.
Zwischen den beiden Türmen stehen die Reste eines Logis de Beaujeu genannten Saalbaus, der dort erst im 14. Jahrhundert errichtet wurde. Auf einem unregelmäßigen Grundriss mit einer Länge zwischen 19 und 30 Metern und einer Breite zwischen elf und 15 Metern erhoben sich zwei Geschosse, deren Außenmauern heute noch in einer Höhe zwischen zehn und 13 Metern erhalten sind. Im ersten Geschoss lag der herrschaftliche Festsaal (13 × 15 Meter) mit Kamin und Maßwerkfenstern, der Beaujeu-Saal (französisch salle de Beaujeu) genannt wurde und über eine zehn Meter lange und zwei Meter breite Außentreppe an der Südwand des Gebäudes erreichbar war. Ebenfalls auf dieser Etage befand sich die Burgkapelle, die dem Patrozinium der heiligen Katharina unterstellt war. Im Erdgeschoss lag ein weiterer Saal mit großem Kamin, der von manchen Autoren als Wachensaal angesprochen wird. Sein auffälligstes architektonisches Element war neben den rechteckigen Kreuzstockfenstern ein großes gotisches Spitzbogenfenster mit Archivolte in der südöstlichen Wand. Das einst vorhandene Dachgeschoss des Saalbaus war über einen heute nur noch rudimentär vorhandenen, runden Treppenturm mit Wendeltreppe an der Nordseite erreichbar. An der Ostecke des Baus schließt sich ihm ein Turm mit trapezförmigem, etwa 5 × 2,8 Meter messendem Grundriss an, der tour de la Gaite genannt wird. Er diente als Latrinenturm.

#### Logis de Beaufort
Das Logis der Beaufort steht in unmittelbarere Nähe zum Stadttor der Ortschaft Brancion und diente als Wohnbau und Torhaus. Es besteht aus einem rechteckigen, 10,5 × 7,7 Meter messenden Baukörper aus dem 12. Jahrhundert, der im Westen von einem Beaufort-Turm genannten Rundturm mit Kegeldach und im Osten von einem halbrunden, tour de la Chaul genannten Turm flankiert wird. Beide Türme wurden im 13. Jahrhundert errichtet und besitzen Schießscharten. Ihre Durchmesser betragen 6,3 und 6,5 Meter bei einer Mauerdicke zwischen 1,5 und zwei Metern. Einer der Säle im Beaufort-Turm diente früher als Gerichtssaal. Der Torbau zählt mit seiner Bauweise zu den ältesten seiner Art in Frankreich.

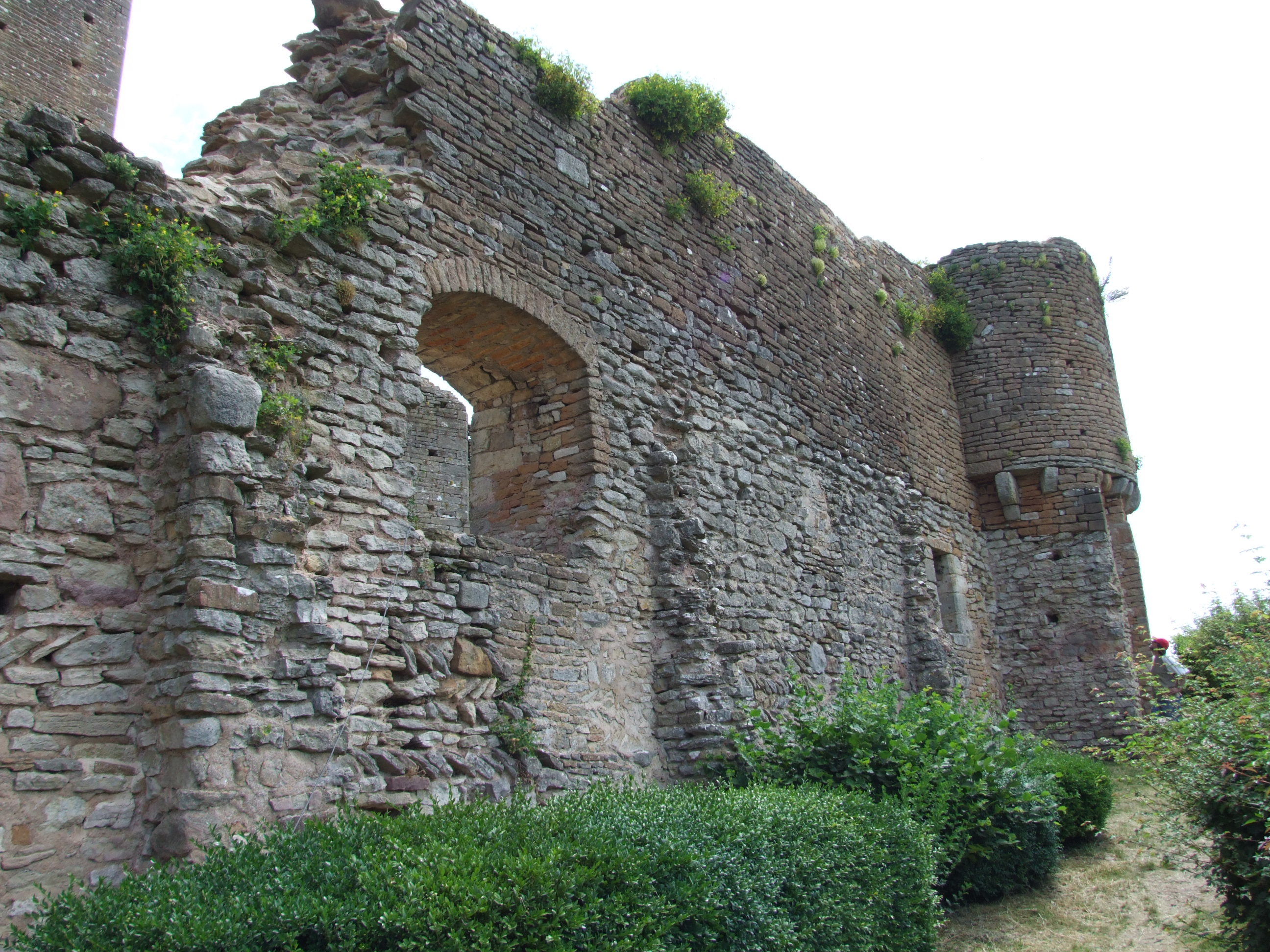
Mauerreste des Saalbaus aus dem 11. Jahrhundert
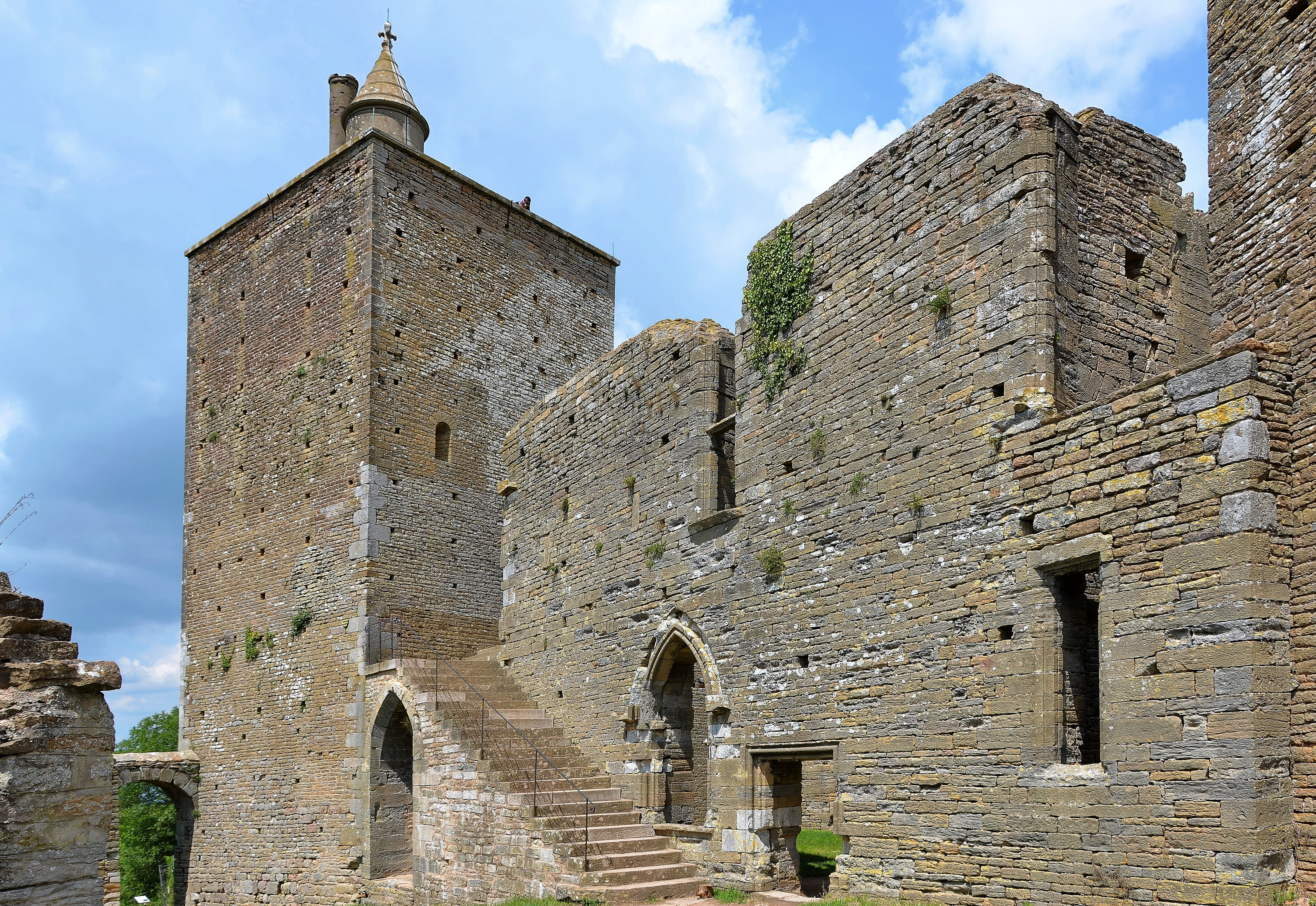
Donjon und Logis de Beaujeu
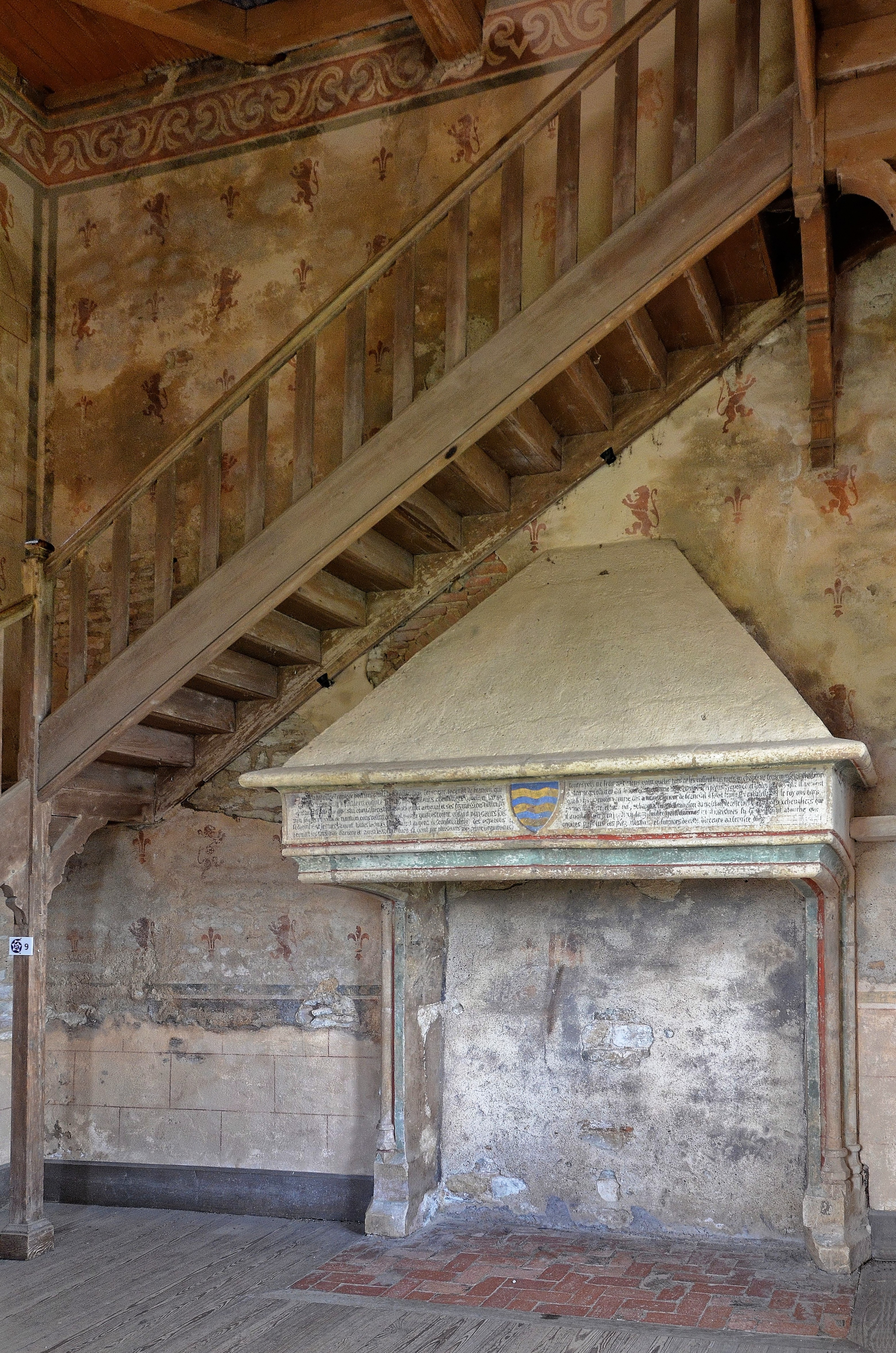
Kamin im Donjon
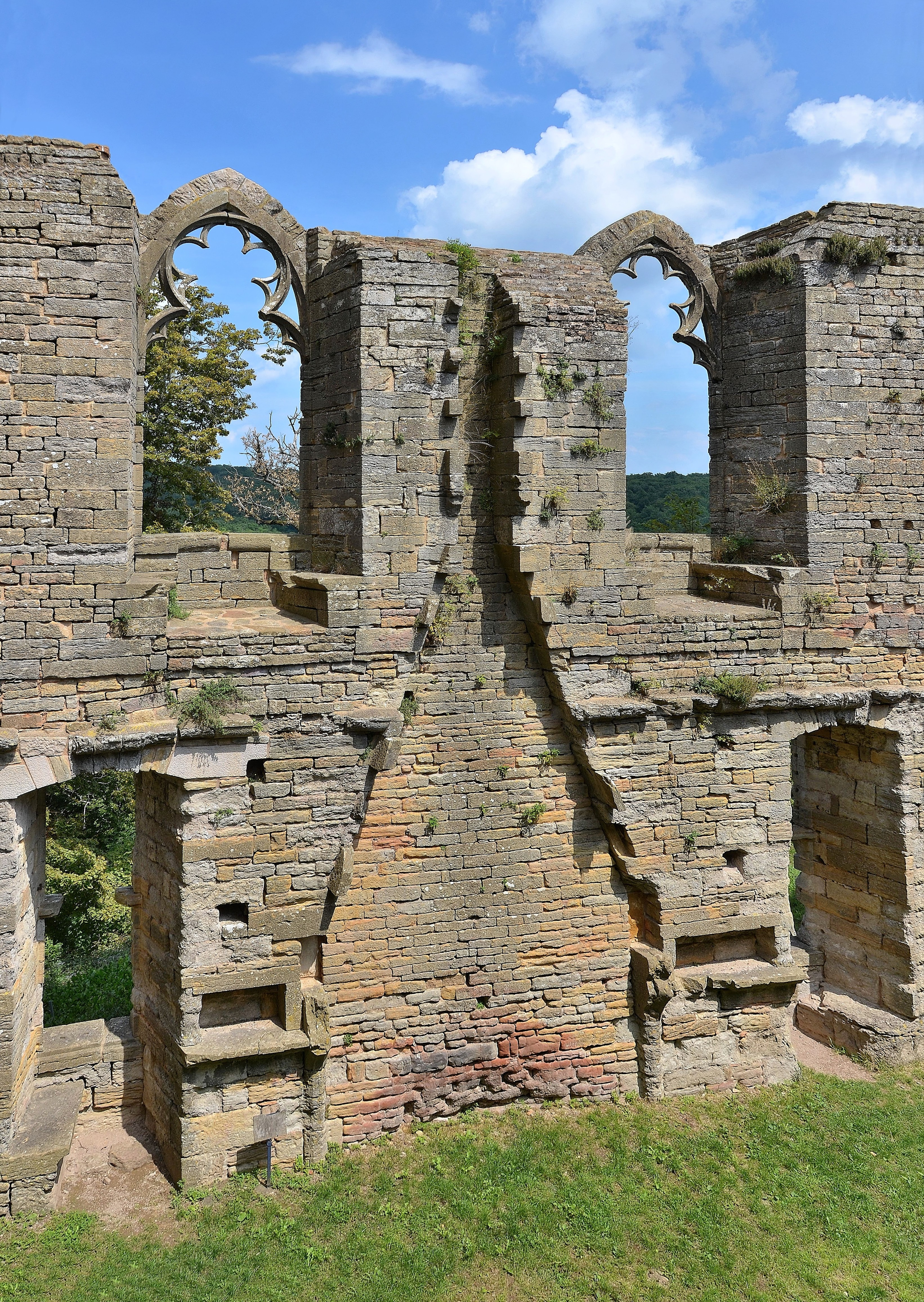
Fenster und Kamin im Logis de Beaujeu
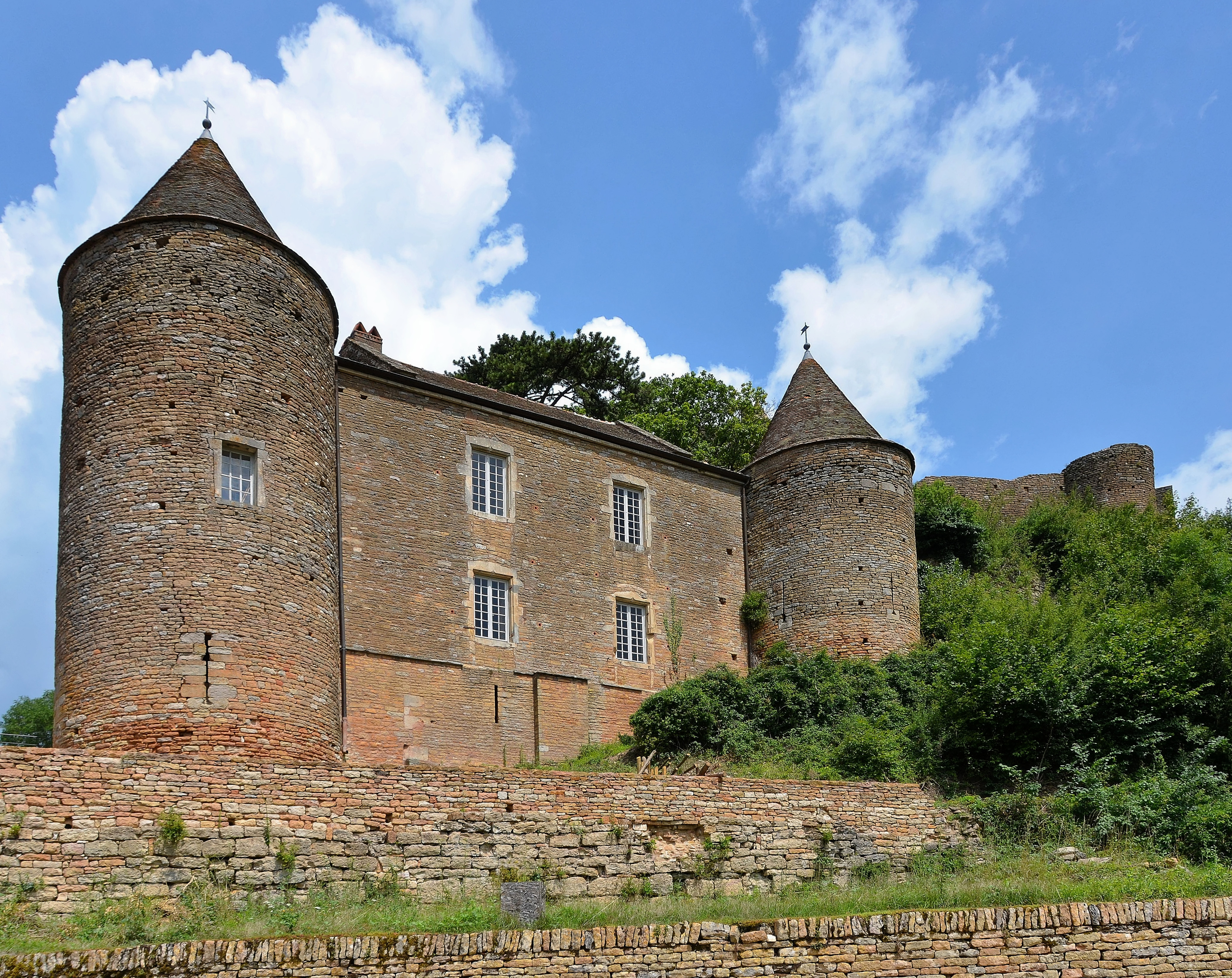
Das Logis de Beaufort